# NSU Kompressor-Rennmaschine 350 cm³
Das hier als NSU Kompressor-Rennmaschine 350 cm³ bezeichnete Motorrad bauten die NSU Motorenwerke von 1938 bis 1950 für die Teilnahme an Straßenrennen.

## Motor und Kraftübertragung
Das Motorrad hatte einen luftgekühlten, mit Kompressor aufgeladenen Zweizylinder-Reihenmotor (Twin) mit zwei von je einer Königswelle angetriebenen obenliegenden Nockenwellen und v-förmig hängenden Ventilen, Hubraum 347,4 cm³ (Bohrung 56 mm, Hub 70,5 mm). Konstrukteur war der Brite Walter William Moore (1884–1972), der von 1929 bis zum Beginn des Krieges 1939 bei NSU tätig und vorher Mitarbeiter von Norton war. Beteiligt war auch Albert Roder; er kam 1936 zu NSU, ging jedoch bereits Ende 1938 zu Victoria. Der neu entwickelte Motor leistete anfangs 44 PS bei 7500/min, ab 1947 waren es 58 PS bei 8000/min, die 1950 letztmals auf 68 PS bei 8500/min gesteigert wurden. Er war zunächst 6,5 : 1, später 7,1 : 1 verdichtet. Weitere Merkmale des Motors waren ein Amal-TT-28-Rennvergaser, eine Zahnradpumpe zur Schmierung und Bosch-Magnetzündung; er wurde durch Anschieben gestartet. (Anmerkung: An dem abgebildeten Motorrad ist der Kompressor anscheinend teilweise demontiert.)
Die Kraft wurde  über eine Mehrscheiben-Trockenkupplung, ein Vierganggetriebe mit Fußschaltung und eine Rollenkette an das Hinterrad übertragen.

## Fahrwerk
Die NSU Kompressor-Rennmaschine hatte einen geschlossenen Doppelrohrrahmen, eine Parallelogrammgabel aus Stahlrohr mit Schraubendruckfeder und Reibungsstoßdämpfer sowie Teleskopfederung mit hydraulischem Stoßdämpfer hinten. Vorn und hinten hatte die Maschine Trommelbremsen. Die Reifengröße vorn betrug 3,00 × 21, hinten 3,50 × 20.

## Renneinsätze
Erstes Rennen der neuen Maschine war 1938 in Hockenheim, das Heiner Fleischmann gewann. Ein weiterer Werksfahrer war Wilhelm Herz. 1947 startete NSU zunächst weiterhin mit der 350er bei Rennen, bevor der Motor 1949 auf 500 cm³ vergrößert und sowohl in der Solo- als auch in der Seitenwagenklasse gefahren wurde. Der 0,5-Liter-Kompressormotor wurde zuletzt auf eine Leistung von 110 PS gebracht und auch in der Weltrekordmaschine eingesetzt, mit der Wilhelm Herz 1956 auf den Bonneville Salt Flats in den USA 339 km/h erreichte.